# Jernej Kozak
Jernej Kozak, slovenski matematik, * 12. september 1946, Ljubljana.

## Življenjepis
Kozak je diplomiral leta 1969 in doktoriral leta 1978 na Fakulteti za naravoslovje in tehnologijo (FNT) v Ljubljani. Izpopolnjeval se je v Madisonu, Wisconsin v ZDA. V letih od 1975 do 1979 je bil vodja računskega središča FNT. Leta 1979 je postal docent na FNT, leta 1990 direktor Inštituta za matematiko, fiziko in mehaniko, 1996 redni profesor na FMF v Ljubljani. 
Ukvarja se z numerično in računalniško matematiko. Napisal je knjige: Podatkovne strukture in algoritmi, 1986; Od računala do urejanja besedil, 1986, Numerična analiza, 2008 (420 strani) ter nad 20 člankov v domačih in tujih revijah. Sodeloval je pri uvajanju računalništva v slovensko šolstvo.
Leta 2021 je dobil nagrado "Donald Michie and Alan Turing" za življenjsko delo.